# Konare (obwód Dobricz)
Konare (bułg. Конаре) – wieś w Bułgarii, w obwodzie Dobricz, w gminie Generał Toszewo. Według danych szacunkowych Ujednoliconego Systemu Ewidencji Ludności oraz Usług Administracyjnych dla Ludności, 15 września 2022 roku miejscowość liczyła 21 mieszkańców. Nazwa miejscowości została nadana na cześć bułgarskiemu chanowi Kardamowi.